# Jesenec (zámek)
Zámek Jesenec (něm. Jessenetz) se nachází ve stejnojmenné obci, ležící asi 3 km severozápadně od centra města Konice v okrese Prostějov v Olomouckém kraji. Vrcholně barokní zámecký areál s kostelem svatého Liboria a parkem, jehož předlohou byl patrně styl architekta Jana Blažeje Santiniho-Aichela (1677–1723), je od 3. května 1958 chráněn jako kulturní památka.

## Historie

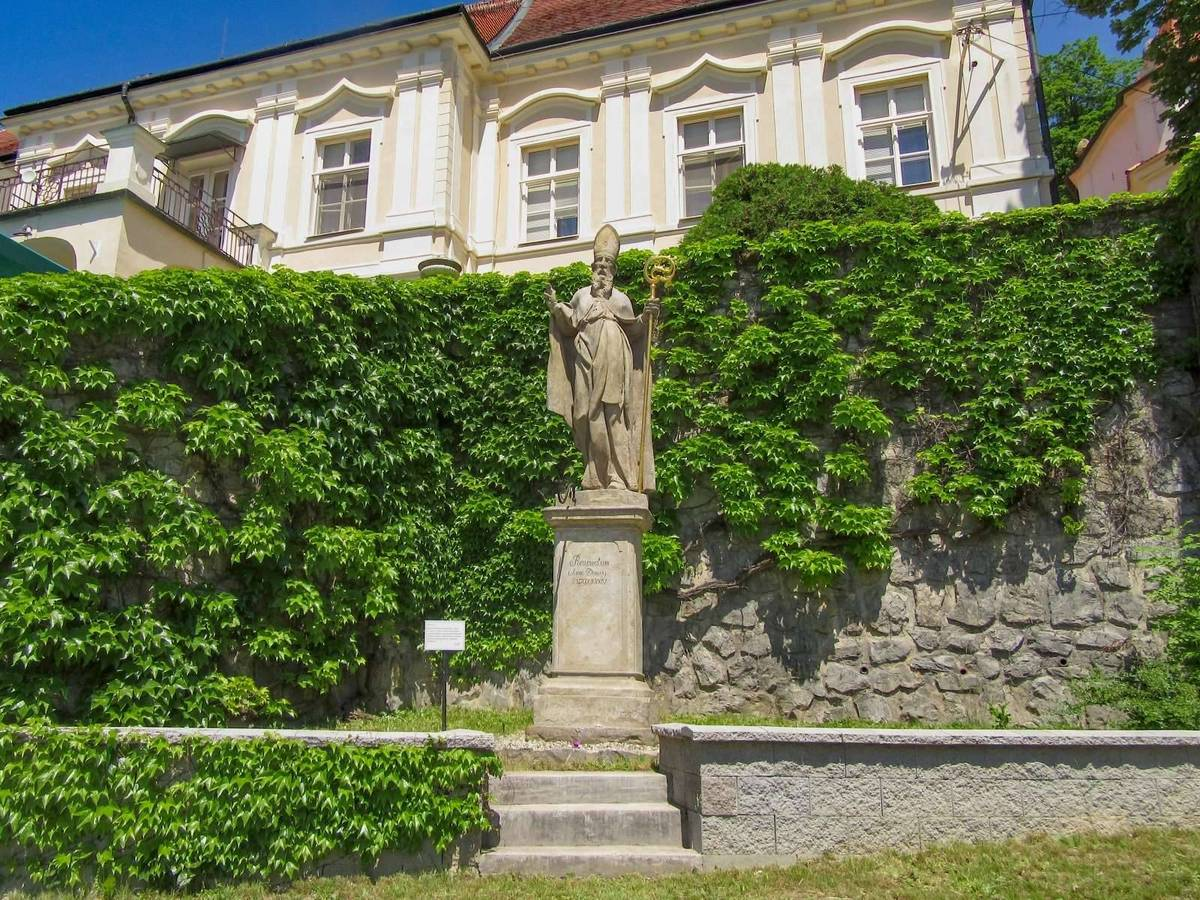
Socha sv. Liboria stojící před zámeckým průčelím

Předchůdcem zámku byla zřejmě nevelká renesanční tvrz, poprvé připomínaná k 1. květnu 1618, kdy se majitelem jeseneckého panství stal Kryštof Karel Švábenský ze Švábenic († 1641), od roku 1629 manžel paní Anny Veroniky Bítovské ze Slavíkovic, ovdovělé Prakšické ze Zástřizl († 1663). Anna Veronika Bítovská pak v roce 1652 přenechala Jesenec svým dětem z prvního manželství, přičemž její dcera Zuzana Kateřina Liborie Prakšická ze Zástřizl († 1691) odkázala v roce 1690 statek i s tvrzí premonstrátskému klášteru v Zábrdovicích u Brna; řeholníky přitom zavázala, aby z výnosů panství financovali výstavbu poutního kostela ve Křtinách u Blanska a nového poutního kostela v Jesenci. Jesenec byl pro paní Prakšickou ze Zástřizl důležitý především proto, že zde, jak sama věřila, měla být v roce 1671 na přímluvu svého osobního patrona sv. Liboria zázračně uzdravena, načež tam kolem roku 1689 ustanovila také náboženské bratrstvo.
Na základě odkazu zesnulé šlechtičny tak opat zábrdovických premonstrátů Engelbert Řehoř Hájek (1658–1712) zahájil v roce 1710 výstavbu zcela nového zámku, vedle nějž v letech 1711–1714 vyrostl rovněž reprezentativní barokní poutní kostel, zasvěcený kultu sv. Liboria. Stavbu, patrně inspirovanou uměleckým rukopisem architekta Jana Blažeje Santiniho-Aichela, projektoval olomoucký stavitel hornorakouského původu Lukas Glöckel († 1716), který ve stejné době přestavoval též premonstrátský zámek v blízké Konici či kostel Panny Marie Sněžné v Olomouci. Až do roku 1784 byl zámek premonstráty využíván jako jejich venkovská rezidence, určená jednak pro letní pobyty zábrdovických řeholníků a také coby sídlo vrchnostenské správy jeseneckého panství. V roce 1784 byl ale premonstrátský klášter v Zábrdovicích na základě reforem císaře Josefa II. zrušen a celý jeho majetek, včetně zámku a panství Jesenec, získal Náboženský fond.
Od Náboženského fondu byl Jesenec roku 1794 za 48 900 zlatých odkoupen moravským zemským advokátem Františkem rytířem Dietrichem, otcem hudebního skladatele Ludvíka rytíře Dietricha (1803–1858), za jehož působení došlo k úpravě interiérů. V 19. století se majitelé zámku často střídali: roku 1827 vydražil panství za 34 110 zlatých fiskální adjunkt Jan Polanský († 1845), v roce 1853 jej za 153 000 zlatých zakoupil August Alexandr hrabě Silva-Tarouca (1818–1872), který velkostatek v roce 1868 prodal olomouckému starostovi Karlu Schrötterovi (1827–1872). Do exteriérové podoby zámku Schrötter zasáhl tím, že dal z průčelní terasy odstranit sochy světců. Rodina Schrötterových Jesenec vlastnila až do roku 1912, kdy ho za 1 400 000 korun odkoupila dřevařská firma Maxe Jokela a Leopolda Zwilingera. 16. února 1932 zakoupily již chátrající zámek i s přilehlým parkem členky Družiny milosrdných sester III. řádu sv. Františka v Tovačově, které jej hodlaly adaptovat pro potřeby sirotčince a starobince. Na generální rekonstrukci však milosrdným sestrám scházely prostředky a tak ho už 18. května 1933 prodaly kongregaci sester dominikánek blahoslavené Zdislavy z Řepčína u Olomouce.
Rekonstrukci zámku z počátku 30. let 20. století vedli sourozenci Vladimír a Antonín Navrátilovi, stavitelé z Morkovic. Objekt byl upraven pro účely zaopatřovacího ústavu pro staré a nemocné, při západním křídle byly zbudovány nové přízemní budovy a rozsáhlou přestavbou prošly také interiéry. Ačkoliv byl zámek od roku 1960 majetkem státu (ONV Prostějov), sestry dominikánky se o chod domova důchodců staraly až do roku 1974. V průběhu 60. let 20. století byly severně od zámku postaveny ještě další budovy, zabezpečující hospodářský chod zařízení. Mezi léty 1989–2006 byl zámek opět ve vlastnictví sester dominikánek, které jej posléze prodaly Olomouckému kraji, jenž v objektu provozuje domov pro seniory.

## Architektura

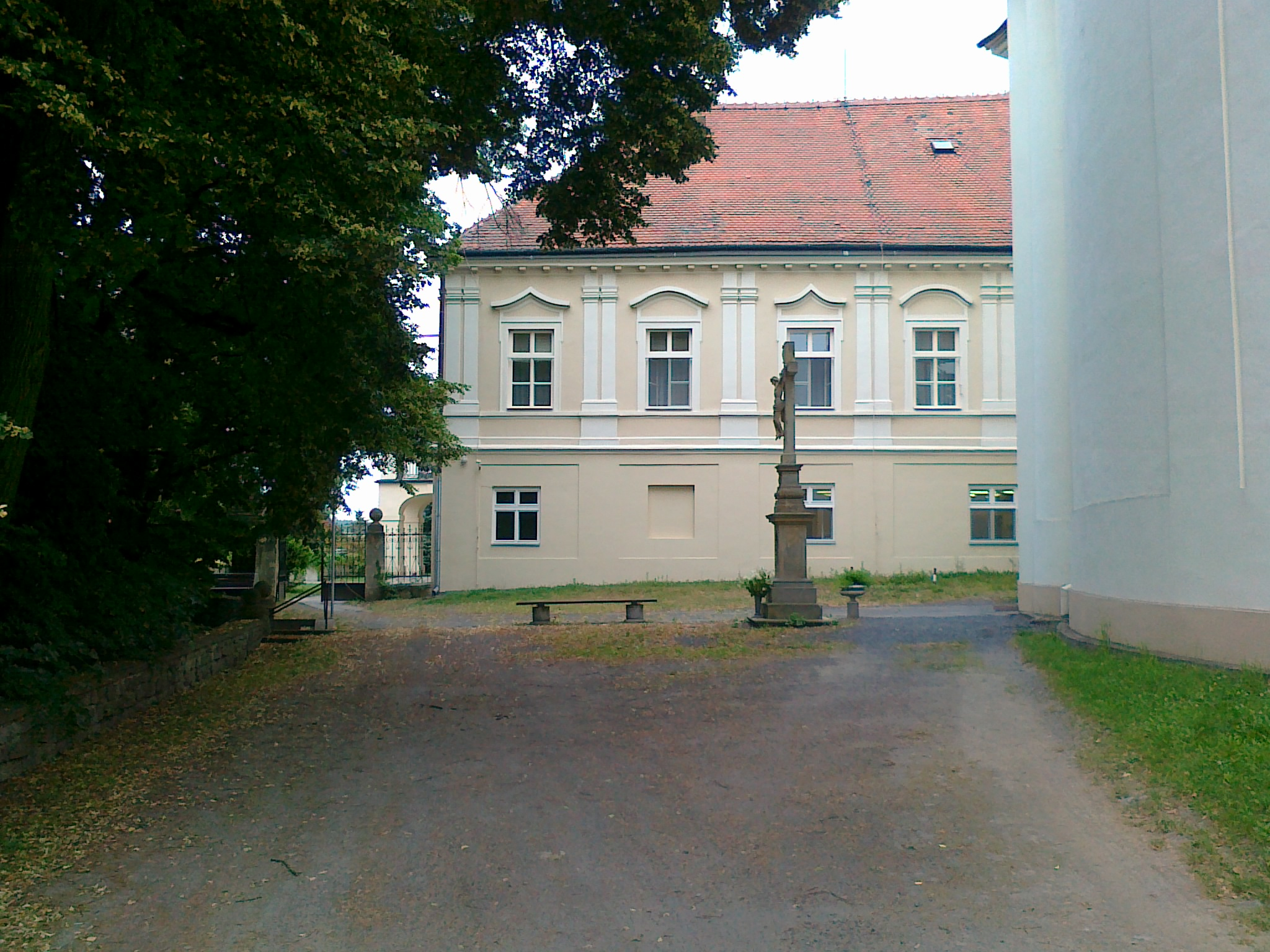
Pohled na východní křídlo zámku od kostela sv. Liboria

Zámek má podobu jednopatrové barokní budovy, stojící na půdorysu obdélníku, k níž se směrem k severu připojují ještě dvě krátká boční křídla. Východní křídlo je chodbou spojeno se sousedním kostelem sv. Liboria. Přední průčelí zámku je obráceno k jihu, zvýrazňuje jej tříosý střední rizalit s předsunutým balkonem, pod kterým je umístěn hlavní vchod, dekorovaný nápisem s letopočtem 1710, upomínajícím na vznik stavby. Průčelní fasáda je členěná kordonovou římsou, pilastry a okenními šambránami. Přístup do zámku umožňuje monumentální dvouramenné schodiště, vedoucí na terasu. Severně od zámku se ve svahu přilehlého návrší rozkládá park.